# دانشگاه آیت‌الله بروجردی
دانشگاه آیت‌الله بروجردی (به انگلیسی: Ayatollah Boroujerdi University) تنها دانشگاه دولتی شهرستان بروجرد و دومین دانشگاه بزرگ دولتی استان لرستان است. این دانشگاه در سال ۱۳۸۵ خورشیدی تأسیس شده است و هم‌اکنون بیش از ۵۳۰۰ دانشجو دارد که از این تعداد، بیش از ۴۴۰۰ دانشجو در مقطع کارشناسی و بیش از ۸۰۰ دانشجو در مقطع کارشناسی ارشد مشغول به تحصیل می‌باشند. ریاست فعلی دانشگاه بر عهدهٔ احمدرضا مظاهری است.

## تاریخچه
«دانشگاه آیت‌الله بروجردی» به عنوان دومین دانشگاه دولتی استان لرستان طی سفر استانی هیئت دولت در سال ۱۳۸۵ تأسیس شد و از نیم سال دوم همان سال تحصیلی شروع به پذیرش دانشجو نمود.

## دانشکده‌ها و رشته‌های تحصیلی
«دانشگاه آیت‌الله بروجردی» در حال حاضر دارای ۳ دانشکده می‌باشد که ۲۲ رشته تحصیلی در مقطع کارشناسی و ۱۸ گرایش در مقطع کارشناسی ارشد را پوشش می‌دهند:

### رشته‌ها و گرایش‌های دانشکدهٔ علوم انسانی
- حقوق
- اقتصاد
- حسابداری
- روان‌شناسی
- علوم سیاسی
- مدیریت مالی
- علوم اجتماعی
- علوم اقتصادی
- معارف اسلامی
- مددکاری اجتماعی
- علوم قرآن و حدیث
- فقه و مبانی حقوق اسلامی
- زبان‌شناسی و آموزش زبان انگلیسی

### رشته‌ها و گرایش‌های علوم پایه
- ریاضی
- فیزیک
- شیمی
- علوم کامپیوتر

### رشته‌ها و گرایش‌های دانشکدهٔ فنی و مهندسی
- مهندسی برق
- مهندسی انرژی
- مهندسی عمران
- مهندسی معماری
- مهندسی مکانیک
- مهندسی کامپیوتر

## افتخارات دانشگاه آیت‌الله بروجردی
- رتبه دوم در میان دانشگاه‌های جامع کشور پس از دانشگاه علامه طباطبایی
- رتبه نخست تولید و سرانه مقالات علمی اعضای هیئت علمی در میان ۴۷ دانشگاه جامع و صنعتی جوان کشور (گزارش مؤسسه استنادی و پایش علم و فناوری جهان اسلام ISC)

## رؤسای دانشگاه
- نصرالله محبوبی اسلامی (۱۳۹۷–۱۳۸۵)
- حسین مروتی (۱۴۰۰–۱۳۹۷)
- احسان یاوری (۱۴۰۲–۱۴۰۰)
- احمدرضا مظاهری (اکنون-۱۴۰۲)